# كأس أبطال أوروبا لكرة السلة 1960–61
كأس أبطال أوروبا لكرة السلة 1960–61  هو الموسم 4 من  الدوري الأوروبي لكرة السلة. أشرف على تنظيمه الاتحاد الأوروبي لكرة السلة، وكان عدد الأندية المشاركة فيه  24، وفاز فيه نادي سسكا موسكو لكرة السلة.